# Igreja dos Santos André e Bartolomeu
Santi Andrea e Bartolomeo ou Igreja dos Santos André e Bartolomeu é uma igreja de Roma, Itália, localizada na Via Santo Stefano Rotondo, no rione Monti e dedicada aos santos André e Bartolomeu.

## História
Esta igreja tem origem muito antiga e sua história está ligada à do Hospital San Giovanni Addolorata (Azienda Ospedaliera San Giovanni Addolorata). O edifício original foi construída na residência da família do papa Honório I (m. 638) como anexo de um mosteiro, como relata a biografia do papa Adriano I. Posteriormente, no século XIV, a igreja foi completamente restaurada e, entre 1630 e 1636, foi reconstruída por Giacomo Mola a pedido do papa Urbano VIII. Finalmente, ela adquiriu a aparência atual em 1728, quando ganhou sua nova fachada, que incorpora um portal do século XV.
A igreja tem um formato quase triangular, com seu piso cosmatesco realizado pelos guardiães da Arquiconfraria do Salvador, Diotaiuti and John Bonadies in 1462. Há apenas um altar no fundo, que conserva um afresco de estilo bizantino que ficava na capela de Santa Maria Imperatrice, já demolida, da basílica de Santi Quattro Coronati.